# Papiro 42
O Papiro 42 ({\displaystyle {\mathfrak {P}}}42) é um antigo papiro do Novo Testamento que contém fragmentos do primeiro e segundo capítulos do Evangelho de Lucas (1:46-51; 1:54-55 e 2:29-32).